# Himmerland
 For alternative betydninger, se Himmerland (flertydig). (Se også artikler, som begynder med Himmerland)
Himmerland er en halvø i det østlige Nordjylland (Danmark) syd for Limfjorden og nord for Mariager Fjord. Den største by er Aalborg. I det nordøstlige Himmerland ligger Lille Vildmose der er den største højmose i Danmark.
Folk fra Himmerland kaldes i moderne dansk for "himmerlændinge". Tidligere har man kaldt dem for "himmerlændere", og før det "himmerboer" (ældre nydansk: hemmelboe, bevaret i dialektformen: himmelbo).
Historisk set svarer området til det gamle Himmersyssel og omfatter følgende herreder:
- Fleskum Herred
- Gislum Herred
- Hellum Herred
- Hindsted Herred
- Hornum Herred
- Rinds Herred
- Slet Herred
- Års Herred

## Himmerlændinge som kimbrere
Navnene Himmerland og Himmersyssel (gammeldansk Himbræsyssæl) er formentlig afledt af folkenavnet kimbrer.
I Ptolemaios' Geographia (2. årh. e.Kr.) er Kimbroi placeret i den nordligste del af halvøen Jylland (på græsk Kimbrikē chersonēsos Kimbrernesnæs). Det latinske c og græske k bevidner et ældre trin af germansk, hvor den germanske lydforskydning endnu ikke er fuldendt (*k > *χ > h).
Tidligere var historikerne tilbøjelige til at acceptere identifikationen mellem himmerlændere og kimbrere (Thy blev ligeledes afledt af navnet på kimbrernes våbenfæller teutonerne), hvorimod der har været en udbredt skepsis blandt den nyere tids arkæologer, da man ikke kan påvise udvandringen arkæologisk, og befolkningen har været for lille til at kunne true romerne.
Under forudsætning af at etymologien er rigtig, at Himbræsyssæl virkelig er afledet af Cimbre, så behøver det ikke at betyde, at det berømte kimbrertog udgik fra Himmerland. Der kan være tale om nogle andre "kimbrere" (det er ikke sjældent, at flere folkeslag bærer samme navne), og det kan også være, at ordet "kimbrer" egentlig ikke betegnede en etnisk gruppering, men en social gruppering. Og selv hvis de personer, der begyndte kimbrertoget og ledede det, rent faktisk var himmerlandske kimbrere, kan kimbrertoget meget vel have tiltrukket alle mulige andre fribyttere under rejsen gennem Europa. Den sidste mulighed er, at cimbrerne har endt deres flugt for enden af hærvejen, da romerne jo ikke udslettede cimbrerne, men kun besejrede dem, så de ikke længere var en trussel mod Rom.
56°50′N 9°50′Ø / 56.833°N 9.833°Ø